# 1943-as magyar atlétikai bajnokság
Az 1943-as magyar atlétikai bajnokságon, amely a 48. magyar bajnokság volt, a férfi 50 km-es gyaloglás, a női mezei futás egyéni számmal és a női magasugrás, távolugrás, súlylökés, diszkoszvetés, gerelyhajítás és mezei futásban is megrendezték a csapatversenyeket.

## Eredmények

### Férfiak
| Versenyszám            | Arany                                                                                    | Arany     | Ezüst                                                                              | Ezüst     | Bronz                                                                                    | Bronz     |
| ---------------------- | ---------------------------------------------------------------------------------------- | --------- | ---------------------------------------------------------------------------------- | --------- | ---------------------------------------------------------------------------------------- | --------- |
| 100 m                  | Pelsőczy Pál MAC                                                                         | 10,8      | Szigetvári Ferenc BBTE                                                             | 10,9      | Csányi György Újpesti TE                                                                 | 11,1      |
| 200 m                  | Pelsőczy Pál MAC                                                                         | 21,9      | Szigetvári Ferenc BBTE                                                             | 22,0      | Solymosi Egon Diósgyőri MÁVAG                                                            | 22,9      |
| 400 m                  | Bánhalmi Ferenc MOVE Rákosligeti TSE                                                     | 48,9      | Görkoi János BBTE                                                                  | 49,0      | Marosi László Testvériség                                                                | 49,2      |
| 800 m                  | Marosi László Testvériség                                                                | 1:53,5    | Híres László Újpesti TE                                                            | 1:53,8    | Soltész Gábor Ungvári LE                                                                 | 1:56,6    |
| 1500 m                 | Híres László Újpesti TE                                                                  | 3:57,4    | Garay Sándor BLE                                                                   | 3:59,8    | Kiss György KAC                                                                          | 4:00,0    |
| 5000 m                 | Szabó Miklós MAC                                                                         | 14:49,4   | Szilágyi Jenő BBTE                                                                 | 14:50,8   | Esztergomi Mihály BSZKRT                                                                 | 14:50,8   |
| 10 000 m               | Szilágyi Jenő BBTE                                                                       | 31:19,4   | Németh Béla MAC                                                                    | 31:20,2   | Kelen János BBTE                                                                         | 31:29,8   |
| 110 m gát              | Hidas Ödön BBTE                                                                          | 15,2      | Kiss József Törekvés                                                               | 15,2      | Hidas Alajos BBTE                                                                        | 15,8      |
| 400 m gát              | Kiss József Törekvés                                                                     | 54,2      | Hidas Ödön BBTE                                                                    | 56,4      | Uzsoki Ferenc MOVE Rákosligeti TSE                                                       | 56,9      |
| 3000 m akadály         | Serényi István V. MOVE                                                                   | 9:43,6    | Bíró János Pécsi AC                                                                | 9:46,8    | Híres László Újpesti TE                                                                  | 9:48,2    |
| 10 km gyaloglás        | Jánosi Rezső Ferencvárosi TC                                                             | 49:45,0   | Farkas Zoltán Postás                                                               | 51:23,0   | Kun Sándor OLE                                                                           | 51:23,4   |
| 50 km gyaloglás        | Kapusi János Újpesti TE                                                                  | 5:08:12,3 | Farkas Zoltán Postás                                                               | 5:12:22,0 | Kiss József Újpesti TE                                                                   | 5:27:56,8 |
| magasugrás             | Szántó József Szegedi Vasutas SE                                                         | 185 cm    | Kapros László Debreceni EAC                                                        | 180 cm    | Madas László MAFC                                                                        | 180 cm    |
| távolugrás             | Vermes Vilmos BBTE                                                                       | 725 cm    | Gyuricza István MAC                                                                | 715 cm    | Levente István Pécsi EAC                                                                 | 700 cm    |
| hármasugrás            | Dusnoki Géza MAC                                                                         | 14,16 m   | Somló Lajos MAC                                                                    | 13,91 m   | Somogyi László BBTE                                                                      | 13,78 m   |
| rúdugrás               | Kovács Ferenc Törekvés                                                                   | 380 cm    | Homonnay Tamás MAC                                                                 | 370 cm    | Levente István Pécsi EAC                                                                 | 350 cm    |
| súlylökés              | Németvári Ernő BSZKRT                                                                    | 15,14 m   | Deák Ferenc MAC                                                                    | 14,45 m   | Rákhely Gyula Diósgyőri MÁVAG                                                            | 14,25 m   |
| diszkoszvetés          | Kulitzy Jenő BBTE                                                                        | 47,45 m   | Horváth Vilmos Diósgyőri MÁVAG                                                     | 46,36 m   | Józsa Dezső Pécsi EAC                                                                    | 46,10 m   |
| gerelyhajítás          | Várszegi József MAC                                                                      | 66,65 m   | Rákhely Gyula Diósgyőri MÁVAG                                                      | 65,66 m   | Bényi Károly Pécsi EAC                                                                   | 60,65 m   |
| kalapácsvetés          | Németh Imre MAC                                                                          | 49,46 m   | Remete Dezső Testvériség                                                           | 47,47 m   | Bíró György Kecskeméti AC                                                                | 45,30 m   |
| tízpróba               | Kovács Ferenc Törekvés                                                                   | 5554 pont | Mikics János Szegedi Egyetértés AK                                                 | 54,97 m   | Gajdács Pál Testvériség                                                                  | 51,97 m   |
| maraton                | Kiss Géza MOVE Rákosligeti TSE                                                           | 2:50:14,0 | Kiss József Újpesti TE                                                             | 2:51:14,0 | Gál Lajos KoLAC                                                                          | 3:00:50,0 |
| mezei futás            | Kelen János BBTE                                                                         | 32:28,0   | Németh Béla MAC                                                                    | 32:28,2   | Kővári Rezső Törekvés                                                                    | 33:02,0   |
| kis mezei futás (4 km) | Híres László Újpesti TE                                                                  | 12:12,0   | Garay Sándor BLE                                                                   | 12:23,8   | Iglói Mihály MAC                                                                         | 12:24,0   |
| 4 × 100 m              | BBTE Görkói János Hidas Ödön Polgár Jenő Vermes Vilmos                                   | 42,9      | MAC Bótay Nagy Pelsőczy Pál Gulyás István                                          | 43,6      | MAFC Kiss Balázs Balogh Dezső Szlovák László                                             | 44,0      |
| 4 × 200 m              | BBTE Góby József Polgár Jenő Hidas Ödön Görkói János                                     | 1:29,6    | MAC Pelsőczy Pál Csépánfalvi Géza Farkas László Bótai                              | 1:32,0    | MAFC Szlovák László Balázs Kiss Balogh Dezső                                             | 1:32,0    |
| 4 × 400 m              | BBTE Görkói János Góby József Polgár Jenő Hidas Ödön                                     | 3:25,0    | MAFC Kiss József Balázs Bertalan Soltész Balogh Dezső                              | 3:27,0    | MAC Farkas László Csépánfalvi Géza Vadas József Pelsőczy Pál                             | 3:31,2    |
| 4 × 800 m              | MAC Gombos Gerzson Vadas József Garay Sándor Szabó Miklós                                | 8:07,2    | MAFC Hrabéczy Oszkár Fekete István Aradi János Soltész                             | 8:08,8    | Újpesti TE Almási Beták Imre Eper Imre Híres László                                      | 8:15,4    |
| 4 × 1500 m             | MAC Németh Béla Izsóf Alajos Garay Sándor Szabó Miklós                                   | 16:39,8   | Újpesti TE Almási Híres László Beták Imre Eper Imre                                | 16:56,0   | BBTE Szilágyi Jenő Kelen János Lendvai Pál Hagymási József                               | 17:07,0   |
| 5000 m csapat          | MAC Németh Béla Izsóf Alajos Szabó Miklós Iglói Mihály Garay Sándor                      | 31 pont   | BBTE Szilágyi Jenő Kelen János Lendvai Pál Hagymási József Szajkó                  | 65 pont   | Testvériség Molnár Lajos Mészáros Károly Kovács Ferenc Killmann Ferenc Istokovics József | 84 pont   |
| magasugrás csapat      | MAFC Madas László Tőkés Ottó Kárászi György Ördög Konrád Bérdi Elemér                    | 172 cm    | Pécsi EAC Bódosy Mihály Terlaki József Batári László Levente István Józsa          | 170,4 cm  | BBTE Hidas Ödön Vermes Vilmos Temesvári Tabáni Somogyi                                   | 168 cm    |
| távolugrás csapat      | MAC Gyuricza István Horváth Sándor Somló Lajos Mészáros László Dusnoki Géza              | 656 cm    | BBTE Vermes Vilmos Zajki Tibor Vermes Frigyes Somogyi Hidas Ödön                   | 641 cm    | Pécsi EAC Terlaki József Levente István Karácsony Nándor Gebhardt Petz                   | 639 cm    |
| rúdugrás csapat        | MAC Homonnay Tamás Kováts István Herczeg László Zsuffka Viktor Csányi Zoltán             | 342 cm    | Pécsi EAC Levente István Prigly József Bódosy Mihály Józsa Bácsalmási              |           | MAFC Kenderessy János Szuromi Zimonyi Martinek Ördög                                     | 312 cm    |
| súlylökés csapat       | Diósgyőri MÁVAG Rákhely Gyula Horváth Vilmos Bercsényi Gyula Szolnoki Lajos Havas Ferenc | 13,348 m  | MAC Deák Ferenc Csányi Zoltán Darányi József Horváth Medgyesi                      | 13,264 m  | Testnevelési Főiskola Söjtör József Koltai Jenő Porcsalmi Györök Petike                  | 12,376 m  |
| diszkoszvetés csapat   | Pécsi EAC Józsa Dezső Sík József Pethő Ádám Pál Gábor Csejthey Viktor                    | 40,292 m  | MAC Bótai Péter Darányi József Németh Imre Horváth I Bertalan                      | 38,602 m  | BBTE Kulitzy Jenő Tóth József Nagy I Vermes V. Somogyi                                   | 38,090 m  |
| gerelyhajítás csapat   | MAC Várszegi József Medgyessy Zoltán Csányi Zoltán Dávid Dénes Csányi Barna              | 53,492 m  | Testnevelési Főiskola Bánki Miklós Koltai Jenő Kiss Glózik Györök                  | 50,330 m  | Pécsi EAC Karsai Elek Bényi Károly Csejthey Domány Bácsalmási                            | 49,616 m  |
| kalapácsvetés csapat   | MAC Németh Imre Rácz Béla Gáspár Elemér Török Pál Bertalan György                        | 41,89 m   | Testvériség Remete Dezső Kósa István Edömér Ervin Csizmadia Babochay György        | 37,29 m   | Szabadkai Egyetértés AK Jakab György Vojnics Iván Mikics Pendzsics Bakov Jakab           | 31,78 m   |
| mezei futás csapat     | BBTE Kelen János Szilágyi Jenő Hagymási József Sajtos Ferenc Lendvai Pál                 | 33 pont   | Testvériség Farkas Béla Molnár Lajos Somorjai Sárvári Pikál Árpád                  | 64 pont   | MAC Németh Béla Izsóf Lajos Csaplár Bánkuti Rácz                                         | 64 pont   |
| kis mezei futás csapat | MAC Iglói Mihály Durny László Rátonyi Sándor Gyergyói József Maklári Alajos              | 58 pont   | Testvériség Istokovics József Marosi Szeben Péter Mészáros Károly Rakonczai Ferenc | 62 pont   | Újpesti TE Híres László Eper Imre Zoltai Hordás Beták Imre                               | 79 pont   |

### Nők
| Versenyszám          | Arany                                                                                      | Arany    | Ezüst                                                                        | Ezüst    | Bronz                                                                         | Bronz    |
| -------------------- | ------------------------------------------------------------------------------------------ | -------- | ---------------------------------------------------------------------------- | -------- | ----------------------------------------------------------------------------- | -------- |
| 100 m                | Fekete Ilona MAC                                                                           | 13,2     | Tolnai Ilona Futura TE                                                       | 13,3     | Sziklay Paula Futura TE                                                       | 13,4     |
| 200 m                | Nagy Rózsi Futura TE                                                                       | 27,9     | Sziklay Paula Futura TE                                                      | 28,1     | Zubek Ilona Futura TE                                                         | 28,8     |
| 80 m gát             | Zeley Margit Testnevelési Főiskola                                                         | 12,9     | Rohrmann Mária Testnevelési Főiskola                                         | 13,0     | Ipolyi Keller Mária NTE                                                       | 13,6     |
| magasugrás           | Bártfai Jenőné Habselyem                                                                   | 148 cm   | Oláh Irma Nagyváradi SE                                                      | 145 cm   | Gyarmati Olga Debreceni TE                                                    | 145 cm   |
| távolugrás           | Fekete Ilona MAC                                                                           | 553 cm   | Tolnai Ilona Futura TE                                                       | 511 cm   | Rohrmann Mária Testnevelési Főiskola                                          | 508 cm   |
| súlylökés            | Szepesvári Tessza Pécsi EAC                                                                | 11,20 m  | Horváth Aranka NTE                                                           | 10,14 m  | Kael Anna Testnevelési Főiskola                                               | 10,02 m  |
| diszkoszvetés        | Szepesvári Tessza Pécsi EAC                                                                | 35,06 m  | Nadányi Ágnes WSC                                                            | 34,93 m  | Horváth Aranka NTE                                                            | 32,90 m  |
| gerelyhajítás        | Rohrmann Mária Testnevelési Főiskola                                                       | 35,00 m  | Umbrai Katalin Testnevelési Főiskola                                         | 31,20 m  | Németh Béláné MAC                                                             | 30,85 m  |
| mezei futás          | Fekete Ilona MAC                                                                           | 5:43,2   | Zeley Margit Testnevelési Főiskola                                           | 5:56,8   | Nagy Rózsi Futura TE                                                          | 5:58,4   |
| 4 × 100 m            | Futura TE Sziklay Paula Tolnai Ilona Tolnai Klára Nagy Rózsi                               | 52,4     | MAC Szvitek Ilona Fekete Ilona Kincsessy Gabriella Szabó Aranka              | 54,5     | Testnevelési Főiskola Rohrmann Mária Tóth Erzsébet Bánky Zeley Margit         | 55,2     |
| magasugrás csapat    | Futura TE Tolnai Ilona Józsa Ilona Zubek Ilona Molnár Margit Pirik Margit                  | 133 cm   | MAC Fekete Ilona Szmolenszkiné Pompér Szabó Schuber                          | 130 cm   | Habselyem Bártfay Jenőné Kutasi Rajkai Lantos Balogh                          | 128 cm   |
| távolugrás csapat    | Futura TE Tolnai Ilona Tolnai Klára Nagy Rózsi Zubek Ilona Kondorosi Erzsébet              | 463,8 cm | MAC Fekete Ilona Szmolenszkiné Németh E. Szabó A. Kincsessy Gabriella        | 457,4 cm | Testnevelési Főiskola Rohrmann Mária Tóth Erzsébet Tóth M. Dombrády Németh I. | 442,2 cm |
| súlylökés csapat     | Futura TE Réby Margit Kiss Edit Kossák Viktória Tolnai Ilona Kondorosi Erzsébet            | 9,31 m   | Testnevelési Főiskola Kael Anna Ruda Erzsébet Nemere Umbrai Katalin Patyi    | 9,304 m  | Futura TE Pirik Kiss M. Puskás É. Sziráki Tolnai Klára                        |          |
| diszkoszvetés csapat | Futura TE Kondorosi Erzsébet Déri Emma Sziklay Paula Kiss Edit Tolnai Ilona                | 26,06 m  | Testnevelési Főiskola Ruda Erzsébet Rohrmann Mária Dombrádi Nemere Kael Anna | 25,91 m  | Pécsi EAC Várbogyai Tölgyes Szlobonyi Bíró I. Bíró II.                        | 24,17 m  |
| gerelyhajítás csapat | Testnevelési Főiskola Umbrai Katalin Rohonczi Mária Kalauz Paula Kael Anna Szendi Erzsébet | 25,58 m  | MAC Némethné Fekete Ilona Farkas M. Tóth Gy. Várszegi                        | 22,70 m  | Futura TE Sziráki Puskás Tolnai Ilona Zubek Molnár                            | 20,66 m  |
| mezei futás csapat   | Testnevelési Főiskola Zeley Margit Tóth Erzsébet Kádár Katalin                             | 10 pont  | Futura TE Nagy Rózsi Zubek Ilona Sziráki                                     | 12 pont  | Testnevelési Főiskola Rohrmann Mária Závodni Szalay                           | 27 pont  |

### Magyar atlétikai csúcsok
- n. 60 m 7,9 ocs. Nagy Rózsi Futura TE  Budapest 10. 2.
- n. 100 m 12,8 ocs. Nagy Rózsi Futura TE Budapest 8. 14.
- kalapácsvetés 55,48 m ocs. Németh Imre MAC Budapest 10. 31.